# Râul Dolina (Sulița)
Râul Dolina este un curs de apă, afluent al râului Sitna. 